# Zephyrhills
Zephyrhills és una població dels Estats Units a l'estat de Florida. Segons el cens del 2000 tenia 10.833 habitants.

## Demografia
Segons el cens del 2000, Zephyrhills tenia 10.833 habitants, 4.944 habitatges, i 2.986 famílies. La densitat de població era de 667,1 habitants/km².
Dels 4.944 habitatges en un 20,5% hi vivien nens de menys de 18 anys, en un 46,5% hi vivien parelles casades, en un 10,5% dones solteres, i en un 39,6% no eren unitats familiars. En el 34,3% dels habitatges hi vivien persones soles el 19,2% de les quals corresponia a persones de 65 anys o més que vivien soles. El nombre mitjà de persones vivint en cada habitatge era de 2,1 i el nombre mitjà de persones que vivien en cada família era de 2,63.
Per edats la població es repartia de la següent manera: un 18,1% tenia menys de 18 anys, un 6,5% entre 18 i 24, un 21,2% entre 25 i 44, un 21,4% de 45 a 60 i un 32,8% 65 anys o més.
L'edat mediana era de 49 anys. Per cada 100 dones de 18 o més anys hi havia 79,4 homes.
La renda mediana per habitatge era de 27.548 $ i la renda mediana per família de 33.502 $. Els homes tenien una renda mediana de 29.375 $ mentre que les dones 21.648 $. La renda per capita de la població era de 18.047 $. Entorn del 9,3% de les famílies i el 12,1% de la població estaven per davall del llindar de pobresa.

## Poblacions més properes
El següent diagrama mostra les poblacions més properes.